# Los Fresnos, delstaten Mexiko
Los Fresnos är en ort i Mexiko, tillhörande kommunen Coatepec Harinas i södra delen av delstaten Mexiko. Orten hade 258 invånare vid folkräkningen 2010.